# Résolution 289 du Conseil de sécurité des Nations unies
Membres permanents
- Chine (Taïwan)
- États-Unis
- France
- Royaume-Uni
- URSS

Membres non permanents
- Burundi
- Colombie
- Espagne
- Finlande
- Nicaragua
- Népal
- Pologne
- Sierra Leone
- Syrie
- Zambie

Résolution no 288 Résolution no 290
La résolution 289 du Conseil de sécurité des Nations unies est adoptée à l'unanimité lors de la 1 558e séance du Conseil de sécurité des Nations unies le 23 novembre 1970.  
À la suite de plusieurs incursions antérieures en République de Guinée par les troupes portugaises, le Conseil a exigé le retrait immédiat de toutes les forces armées extérieures, des mercenaires et du matériel militaire et a décidé qu'une mission spéciale, à constituer après consultation entre le Président du Conseil de sécurité et le Secrétaire général, serait envoyée sur le territoire.

### Sources
- (en) Cet article est partiellement ou en totalité issu de l’article de Wikipédia en anglais intitulé « United Nations Security Council Resolution 289 » (voir la liste des auteurs).

### Texte
- Résolution 289 Sur fr.wikisource.org
- Résolution 289 Sur en.wikisource.org